# Лаярд-Рівер 3
Лаярд-Рівер 3 (англ. Liard River 3) — індіанська резервація в Канаді, у провінції Британська Колумбія, у межах регіону Стекін.

## Населення
За даними перепису 2016 року, індіанська резервація нараховувала 40 осіб, показавши скорочення на 31,0%, порівняно з 2011-м роком. Середня густина населення становила 11,2 осіб/км².
З офіційних мов обидвома одночасно не володів жоден з жителів, тільки англійською — 40.

## Клімат
Середня річна температура становить -2,1°C, середня максимальна – 19,4°C, а середня мінімальна – -30,3°C. Середня річна кількість опадів – 424 мм.
| Клімат поселення                              | Клімат поселення | Клімат поселення | Клімат поселення | Клімат поселення | Клімат поселення | Клімат поселення | Клімат поселення | Клімат поселення | Клімат поселення | Клімат поселення | Клімат поселення | Клімат поселення | Клімат поселення |
| Показник                                      | Січ.             | Лют.             | Бер.             | Квіт.            | Трав.            | Черв.            | Лип.             | Серп.            | Вер.             | Жовт.            | Лист.            | Груд.            |                  |
| Середній максимум, °C                         | −16,61           | −9,68            | −1,25            | 7,49             | 14,23            | 19,40            | 19,30            | 17,60            | 11,89            | 5,30             | −8,3             | −17,08           |                  |
| Середня температура, °C                       | −23,45           | −16,51           | −8,1             | 0,65             | 7,38             | 12,56            | 14,88            | 13,18            | 7,48             | 0,88             | −12,72           | −21,49           |                  |
| Середній мінімум, °C                          | −30,29           | −23,36           | −14,95           | −6,19            | 0,54             | 5,71             | 10,45            | 8,75             | 3,06             | −3,54            | −17,14           | −25,91           |                  |
| Норма опадів, мм                              | 30               | 21               | 18               | 16               | 33               | 50               | 59               | 49               | 47               | 44               | 28               | 29               |                  |
| Середньомісячна швидкість вітру, м/с          | 0.70             | 1.00             | 1.70             | 1.91             | 2.12             | 2.02             | 1.82             | 1.68             | 1.60             | 1.50             | 0.93             | 0.70             |                  |
| Середньомісячна сонячна радіація, кДж/м²·день | 1263             | 3763             | 8935             | 15064            | 18841            | 20485            | 18420            | 14476            | 8865             | 4147             | 1703             | 678              |                  |
| --------------------------------------------- | ---------------- | ---------------- | ---------------- | ---------------- | ---------------- | ---------------- | ---------------- | ---------------- | ---------------- | ---------------- | ---------------- | ---------------- | ---------------- |
| Джерело:                                      |                  |                  |                  |                  |                  |                  |                  |                  |                  |                  |                  |                  |                  |